# Weihwasserbecken (Bessay-sur-Allier)

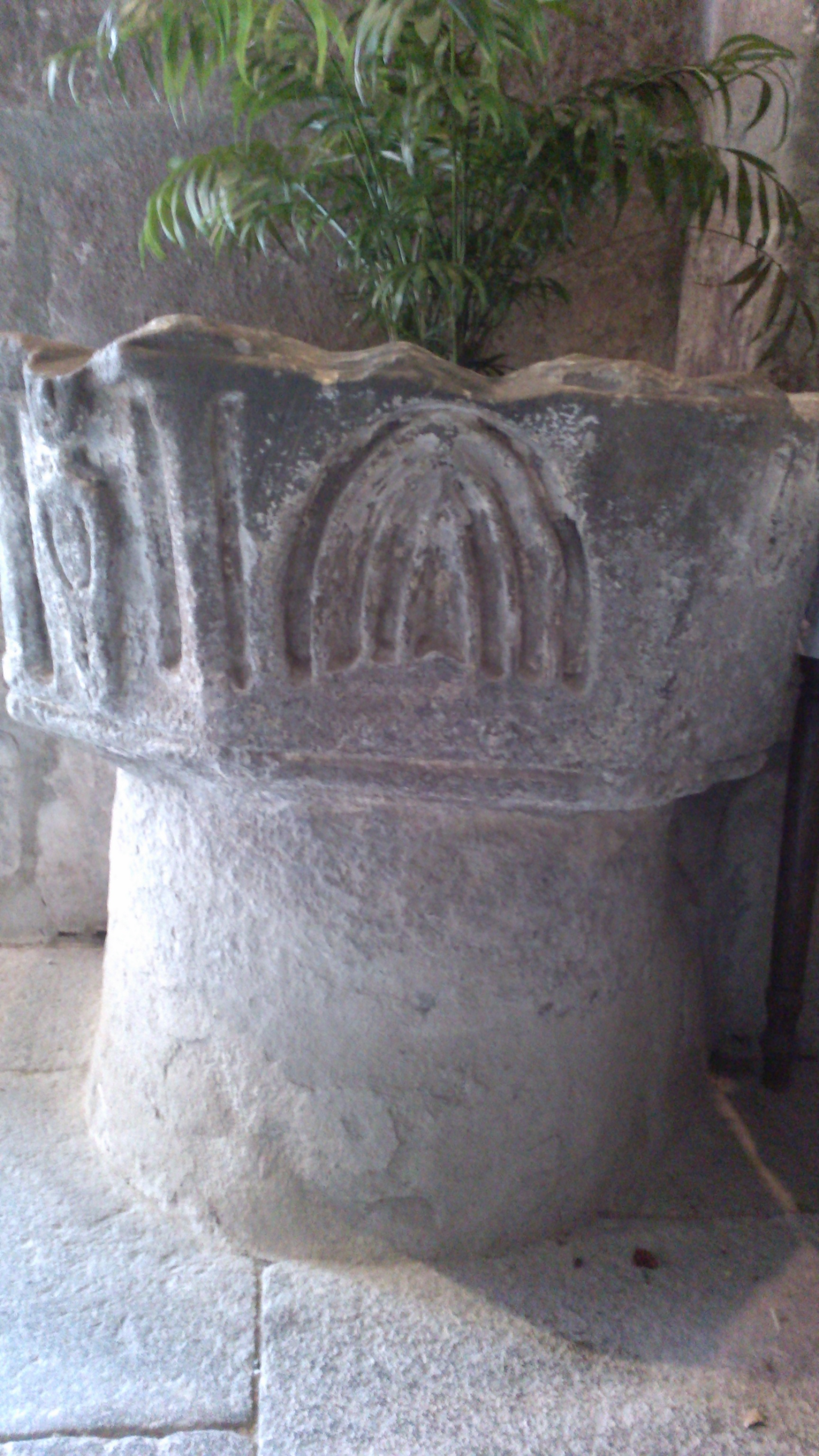
Weihwasserbecken in Bessay-sur-Allier

Das Weihwasserbecken in der Kirche St-Martin in Bessay-sur-Allier, einer französischen Gemeinde im Département Allier der Region Auvergne-Rhône-Alpes, wurde im 12. Jahrhundert geschaffen. Im Jahr 1910 wurde das romanische Weihwasserbecken als Monument historique in die Liste der geschützten Objekte (Base Palissy) in Frankreich aufgenommen.
Das 75 cm hohe Becken aus Stein stammt aus der um 1850 abgerissenen Kirche von Neuglise. Neben den Reliefs in Form von Bögen ist auch ein Mensch an der Außenwand dargestellt.